# Lycaste bradeorum
Lycaste bradeorum är en orkidéart som beskrevs av Rudolf Schlechter. Lycaste bradeorum ingår i släktet Lycaste och familjen orkidéer. Inga underarter finns listade i Catalogue of Life.